# Рошни-Чуйское сельское поселение
Рошни-Чуйское се́льское поселе́ние — муниципальное образование в Урус-Мартановском районе Чечни Российской Федерации.
Административный центр — село Рошни-Чу.

## История
Статус и границы сельского поселения установлены Законом Чеченской Республики от 14 июля 2008 года № 45-РЗ «Об образовании муниципального образования Урус-Мартановский район и муниципальных образований, входящих в его состав, установлении их границ и наделении их соответствующим статусом муниципального района, городского и сельского поселения».

## Население
| 2010  | 2012  | 2013  | 2014  | 2015  | 2016  | 2017  |
| ----- | ----- | ----- | ----- | ----- | ----- | ----- |
| 5195  | ↗5277 | ↗5378 | ↗5431 | ↗5547 | ↗5601 | ↗5638 |
| 2018  | 2019  | 2020  | 2021  | 2023  | 2024  |       |
| ↗5726 | ↗5802 | ↗5866 | ↘5790 | ↗5894 | ↗6026 |       |

## Состав сельского поселения
| № | Населённый пункт | Тип населённого пункта       | Население |
| - | ---------------- | ---------------------------- | --------- |
| 1 | Рошни-Чу         | село, административный центр | ↗6026     |